# Ohnivec zimní
Ohnivec zimní (Microstoma protractum (Fr.) Kanouse 1948) je velmi vzácná vřeckovýtrusá jarní houba, která roste na opadaných větvičkách listnáčů.

## Synonyma
- Microstoma protracta (Fr.) Kanouse 1948
- Microstoma protractum (Fr.) Kanouse 1948
- Peziza protracta Fr. 1851
- Sarcoscypha hyemalis Bernst. 1841[1]

## Vzhled

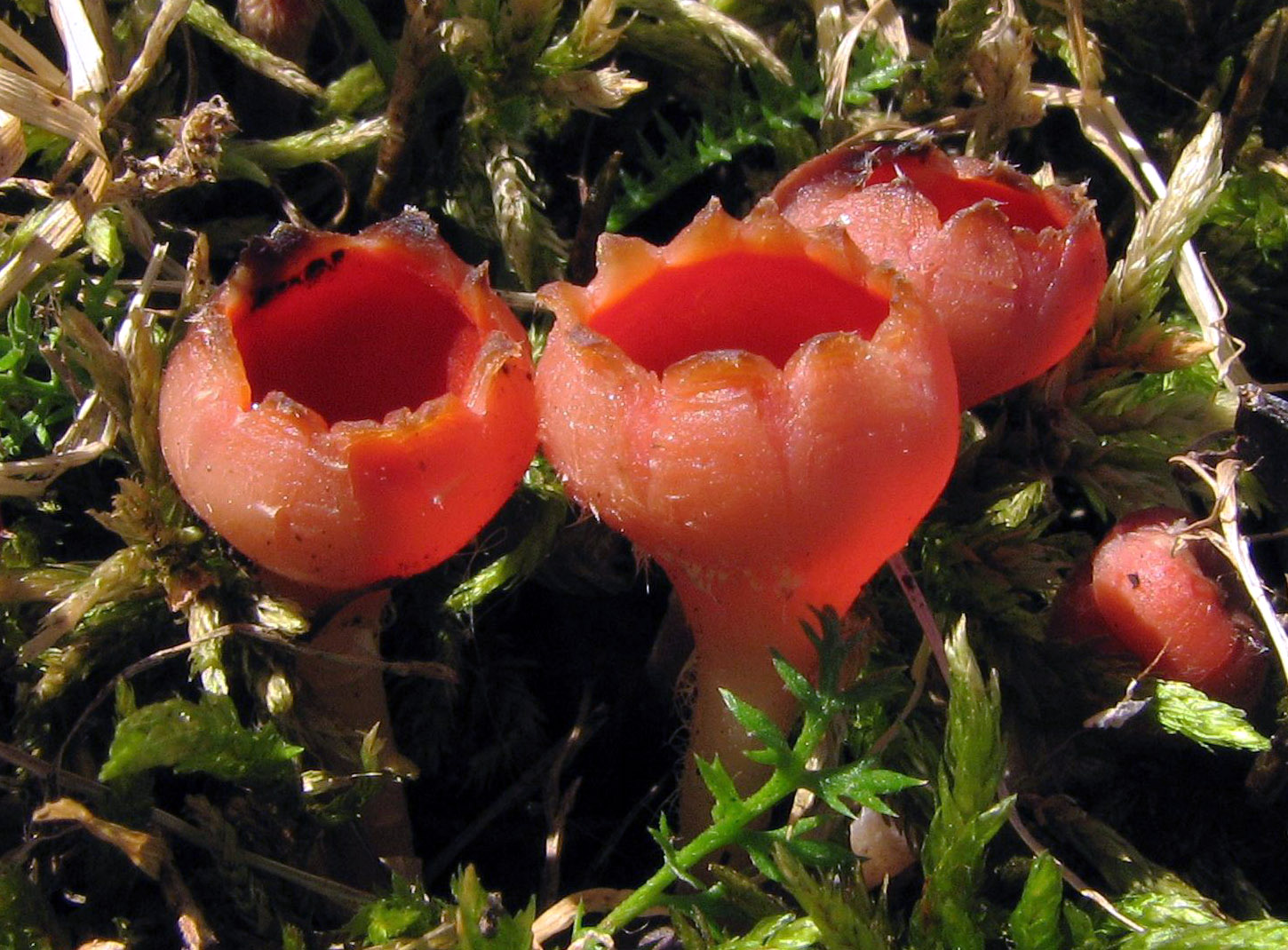
Detail otevírajících se plodnic

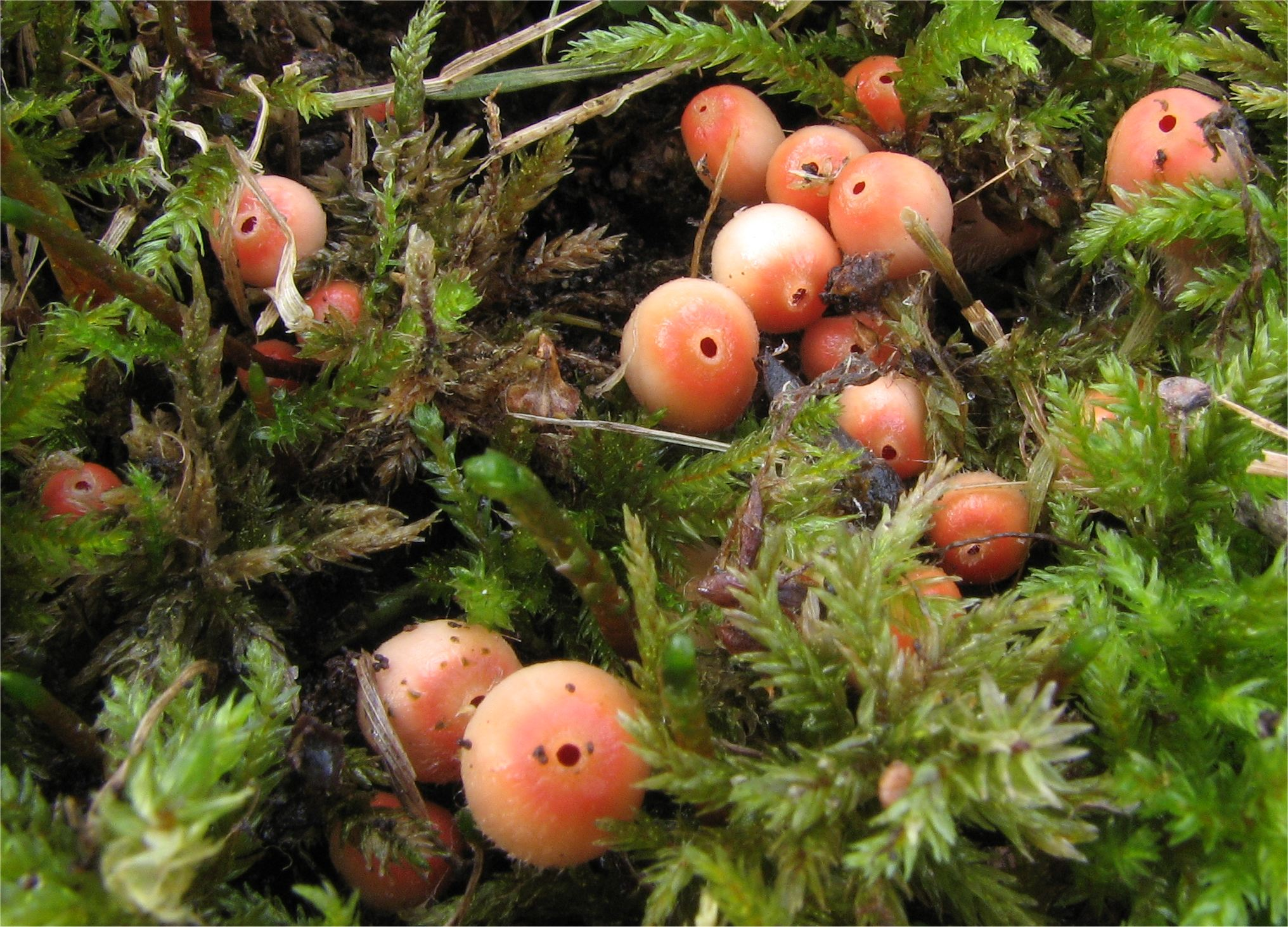
Mladé nerozevřené plodnice

### Makroskopický
Plodnice 5–10 milimetrů velké, kalíškovité, dlouze stopkaté. Thecium šarlatově červené, vnější povrch plodnic je bělavý a přitiskle plstnatý. stopka bývá několik centimetrů dlouhá, zakroucená a zčásti zanořená v substrátu. V průměru má 2–3 milimetry. Podobně jako plodná část je bělavá a plstnatá. Plodnice jsou v mládí kulovitě uzavřené, později praskají na několik cípů, které se otevírají a vytvářejí dekorativní hvězdicovitý tvar. Dužnina je poměrně masitá, ale velmi křehká.

### Mikroskopický
Válcovitá, nahoře zaoblená vřecka, dosahují 250–300 × 18–24 μm a nesou po osmi výtrusech. Ty měří 36–55 × 15–17 μm a mají podlouhle vřetenovitý až elipsoidní tvar, hladký povrch a 1–4 větší (plus případné menší) olejové kapky. Jsou bezbarvé. Parafýzy jsou rozvětvené. silné 2,5–3 μm, ke koncům se rozšiřují až na 6 μm. Obsahují červené kapičky, které se jodem barví zeleně.

## Výskyt
Roste vzácně jako saprotrof na větvičkách listnáčů ukrytých v půdě. Vyskytuje se v teplejších oblastech v porostech listnatých stromů, nejčastěji pod jasany a osikami. V rámci těchto oblastí preferuje zastíněná místa s chladnějším mikroklimatem jako údolí vodních toků nebo rokle. Objevuje se od února do května s vrcholem fruktifikace od druhé poloviny března do dubna.

## Rozšíření
Je uváděn z většiny středoevropských zemí. Z rámci České republiky byly publikovány mimo jiné nálezy spadající do následujících chráněných území:
- Břežanské údolí[2] (okres Praha-západ)
- České středohoří[3]
- Český kras[3]
  - Karlštejn[2] (okres Beroun)
- Děvín[4] (okres Břeclav)
- Hřebeny[2] (Středočeský kraj)
- Chuchelský háj[5] (Praha)
- Medník[1] (okres Praha-západ)
- Pouzdřanská step-Kolby[4] (okres Břeclav)
- Žebračka[1] (okres Přerov)

## Ochrana
Ohnivec zimní je vedený v Červeném seznamu hub (makromycetů) České republiky (2006) jako ohrožený druh (EN). V roce 2004 byl zařazen do seznamu silně ohrožených druhů navržených k zákonné ochraně. O nálezech je vhodné informovat nejbližší mykologické pracoviště.